# Loteae
Loteae,  tribus mahunarki iz potporodice Faboideae. Pripada mu 19 rodova.

## Opis
Zeljastoo i poludrvenasto bilje, polugrmlje, grmlje ili grmići. Lišće poredano naizmjenično u dva nasuprotna okomita reda (osim u 2 mediteranske vrste), neparnoperasto ili dlanasto; stipule slobodne ili prirasle uz bazu peteljke, često imaju žlijezdu ili su reducirane samo na žlijezdu; liski 3-5 do mnogo, rijetko 1 ili 2, rub nije nikad nazubljen (listovi su rijetko jednostavni; cijeli, režnjeviti ili rascjepkani). Djelomično cvatovi obično štitasti ili glavice, ponekad svedeni na pojedinačni cvijet; peteljke (osim u 2 mediteranske vrste) sve aksilarne, izdužene ili skraćene, sa ili bez zeljastog sterilnog brakteja. Nižući cvjetni listovi obično su mali, neugledni, tipično žljezdasti ako su listići lišća žljezdasti, ponekad nema brakteja; brakteole obično nema. Čaška zvonasta ili cjevasta. Standardno se sužava ili naglo skuplja u kandžu sa ili bez zadebljanih naboranih rubova. Veksilarna nit slobodna ili postgenitalno prirasla za druge čineći zatvorenu cijev; niti proširene prema gore; prašnici jednolični. Oblik je gladak ili papilozan, obično goli po dužini, ali ponekad s dlačicama oko stigme. Mahunarke s 2 ventila (kod 1 mediteranske vrste otvaraju se samo uz trbušni šav), ili nedehiscentne, ili se lome u nedehiscentne ili rijetko dehiscentne zglobove. Sjemenke su bez strofiola. 

## Rasprostranjenost
19 rodova, uglavnom u umjerenim regijama, osobito u mediteranskoj regiji, otocima sjevernog Atlantika i Sjevernoj Americi (Kalifornija).

## Rodovi
1. Tribus Loteae DC.
  1. Podolotus Royle ex Benth. (1 sp.)
  2. Coronilla L. (11 spp.)
  3. Securigera DC. (13 spp.)
  4. Scorpiurus L. (2 spp.)
  5. Hippocrepis L. (35 spp.)
  6. Pseudolotus Rech. fil. (2 spp.)
  7. Antopetitia A. Rich. (1 sp.)
  8. Anthyllis L. (20 spp.)
  9. Hymenocarpos Savi (4 spp.)
  10. Lotus L. (133 spp.)
  11. Tripodion Medik. (1 sp.)
  12. Cytisopsis Jaub. & Spach (2 spp.)
  13. Hammatolobium Fenzl (2 spp.)
  14. Hosackia Douglas ex Benth. (13 spp.)
  15. Ornithopus L. (6 spp.)
  16. Acmispon Raf. (36 spp.)
  17. Kebirita Kramina & D. D. Sokoloff (1 sp.)
  18. Dorycnopsis Boiss. (1 sp.)